# Weihnachtshistorie
Weihnachtshistorie SWV 435 (Histoire de la Nativité en français, également appelée Historia der Geburt Christi en allemand) est un oratorio de Noël composé en 1660 et publié en 1664 par le compositeur allemand Heinrich Schütz.

## Historique
La Weihnachtshistorie (Historia, der freuden- und gnadenreichen Geburth Gottes und Marien Sohnes, Jesu Christi), qui est considéré comme un des chefs-d'œuvre de Heinrich Schütz,, est un oratorio de Noël à rapprocher des Histoires sacrées des compositeurs italiens de son époque, comme Luigi Rossi et Giacomo Carissimi.
Schütz n'avait aucun modèle allemand d'oratorio de Noël comme référence et proposa une solution de compromis entre la tradition luthérienne et les nouvelles tendances musicales venues d'Italie,, des tendances auxquelles il était sensible pour avoir été l'élève de Giovanni Gabrieli à Venise au début de sa carrière, de 1608 à 1612, absorbant le nouveau style concertant avec voix et instruments solistes, et pour avoir ensuite subi l'influence du style des récitatifs de Claudio Monteverdi,.
Une première version de l'oratorio est jouée à la fin de l'année 1660 à Dresde en « stile recitativo » (style récitatif) mais ce n'est qu'en 1664 que l'œuvre reçoit sa forme définitive.
La Weihnachtshistorie est publiée à Dresde en 1664, alors que le compositeur approchait les 80 ans. Il faut rappeler que Schütz fut un auteur très prolifique durant la dernière période de sa vie : il composa alors entre autres œuvres Zwölff geistliche Gesänge (1657), l’Histoire de la Nativité (1664) et les passions de saint Luc, saint Jean et saint Matthieu, toutes trois de 1666.
La musique de l'oratorio fut perdue pendant environ deux cent cinquante ans, car Schütz n'avait publié que le récitatif de l'évangéliste. Arnold Schering a découvert les refrains et les intermédiaires narratifs en 1908 ; du refrain d'ouverture, seule la ligne de basse existe, le reste a dû être reconstitué.

## Structure
L'oratorio, qui s'ouvre sur une sinfonia d'ouverture accompagnée par un chœur à 9 voix, est composé de 8 intermèdes, reliés entre eux par la narration de l'évangéliste, un ténor,,,.
Ces intermèdes correspondent aux moments de parole directe des personnages de l'histoire :
1. L'Ange aux Bergers (Der Engel zu den Hirten), soprano solo
2. Le Concert des Anges (Die Menge der Engel), chœur à 6 voix
3. Les Bergers dans les Champs (Die Hirte auf dem Felde)
4. Les Mages (Die Weysen), chœur à 3 voix
5. Les Grands-Prêtres et les Scribes (Die Hohen Priester und Schriftgelehrten), chœur à 3 voix chanté par les basses
6. Hérode (Herodes), basse solo
7. L'Ange à Joseph (Der Engel zu Joseph), septième et huitième intermèdes, soprano solo

L'oratorio se termine par une action de grâce à 9 voix, Dank Sagen wir qui associe un concert vocal à 4 voix et un concert instrumental à 5. 

## Accueil critique
Michael Zwiebach, du site Classical Voice souligne que « Dès la Sinfonia d'ouverture avec chœur, sur une mélodie italienne totalement idiomatique (que Schütz avait appris depuis longtemps à adapter au texte allemand), l'œuvre respire la bonne humeur et la joie, qui ne sont intensifiées que par les quelques éléments plus sombres du récit. La charge narrative principale est portée par le narrateur, l'évangéliste, qui chante en récitatif accompagné. Presque toute l'histoire de Noël aurait pu être interprétée avec la seule partie de l'évangéliste, et c'était la seule section de l'oratorio que le compositeur a choisi de publier. ». Pour Zwiebach, qui souligne « le récitatif de l'évangéliste, extraordinairement détaillé et éclairant », l'armée d'anges qui chante « Gloire à Dieu au plus haut des cieux » durant le deuxième intermède « démontre la maîtrise totale du style polychoral de Schütz. ».

## Discographie sélective
L'Histoire de la Nativité a fait l'objet de nombreux enregistrements sur les labels Concert Hall, Carus, Erato, EMI, Harmonia Mundi, Ades, Naxos, Deutsche Harmonia Mundi, Brilliant, Ricercar,…
- 1959 : Westfälische Kantorei, H.J. Rotzsch (évangéliste), dir. Wilhelm Ehmann

- 1965 :  Chor Der Wiener Staatsoper et Kammerorchester Der Wiener Staatsoper, Kurt Equiluz (évangéliste), dir. Hans Swarowsky (Concert Hall)

- 1973 : Ulsamer Collegium et Motettenchor Stuttgart, Adalbert Kraus (évangéliste), dir. Günther Graulich (Carus)

- 1986 : Musica Polyphonica, Kurt Widmer (évangéliste), dir. Louis Devos (Erato)

- 1987 :  Taverner Consort, Choir & Players, Nigel Roger (évangéliste), dir. Andrew Parrott (EMI)

- 1990 : Concerto Vocale, Martin Hummel (évangéliste), dir. René Jacobs (Harmonia Mundi)

- 1992 : Ensemble Sagittarius et Ensemble La Fenice, dir. Michel Laplénie (Ades)

- 1996 : Oxford Camerata, Paul Agnew (évangéliste), dir. Jeremy Summerly (Naxos)

- 1999 : La Petite Bande, Stephan Genz (évangéliste), dir. Sigiswald Kuijken (Deutsche Harmonia Mundi)

- 2003 : Cappella Augustana, dir. Matteo Messori (Brilliant Classics)

- 2004 : Chœur de chambre de Namur et Ensemble La Fenice, Hans Jörg Mammel (évangéliste), dir. Jean Tubéry

- 2024 : Vox Luminis, dir. Lionel Meunier (Ricercar)[8]